# كيم توك هون
كيم توك هون (مواليد 1961 ) هو رئيس وزراء كوريا الشمالية، ويعمل في ذلك المنصب منذ أغسطس 2020. وهو أيضًا عضو كامل العضوية في المكتب السياسي لحزب العمال الكوري وشغل منصب رئيس لجنة الميزانية البرلمانية.